# Soulaymane Kachani
Soulaymane Kachani est le recteur adjoint (Senior Vice Provost) de la renommée université Columbia à New York, où il est aussi professeur de génie industriel et recherche opérationnelle. 

## Parcours académique
Kachani a reçu son doctorat (Ph.D) en recherche opérationnelle du Massachusetts Institute of Technology (MIT). Il a aussi obtenu un Master of Science en recherche opérationnelle du MIT et un diplôme d'ingénieur de l'École centrale Paris. Il a complété le programme de Global Leadership and Public Policy in the 21st Century à la Harvard Kennedy School of Government de Harvard University, le programme de Global Public Leadership à l'école de gouvernement de Blavatnik de l'université d'Oxford, et le programme de Transformational Leadership: Leadership at the Edge à la Saïd Business School de l'université d'Oxford. Il a suivi ses cours de classe préparatoire au lycée Louis-le-Grand à Paris.

## Carrière universitaire
En sa capacité de Recteur Adjoint de Columbia, il supervise le développement des stratégies d'enseignement, d'apprentissage et d'innovation de l'université, ses 17 facultés, ses collèges et ses départements. Il est à la tête des initiatives de l'université visant à accélérer l'expansion de ses offres en ligne et hybrides. Il a dirigé la création et gère Columbia+, la plateforme éducative de l'université Columbia ouverte au monde entier et offrant des cours, des événements (en direct et enregistrés) et des podcasts. Il préside le groupe de travail sur l'IA générative, chargé d'élaborer des lignes directrices pour l'utilisation (et l'acquisition) d'outils d'intelligence artificielle générative par les étudiants, les professeurs, les chercheurs et le personnel de Columbia. 
Kachani est également chargé de la promotion des relations académiques internationales de Columbia, et dirige l'extension des partenariats universitaires internationaux existants et le développement de nouvelles collaborations. Il aide aussi à la planification budgétaire et administrative de l'Université. 
Avant d'occuper ce poste, de janvier 2014 à décembre 2021, Kachani était vice-recteur pour l'enseignement. En 2015, il a établi le Centre d'enseignement et d'apprentissage (CTL). Le CTL a joué un rôle clé dans la transition de l'université vers l'éducation en ligne et HyFlex pendant la pandémie du Covid, et est maintenant une ressource essentielle pour les professeurs et étudiants doctorants de Columbia. Le programme de prix d'enseignement lancé en 2014 a permis aux professeurs de Columbia d'intégrer de nouvelles méthodes et technologies éducatives dans leurs cours et programmes, et l'initiative de recherche sur la science de l'apprentissage (SOLER) a développé un centre dynamique pour la recherche interdisciplinaire qui fait progresser le savoir sur l'enseignement et l'apprentissage. Son ouvrage (avec Bill Eimicke et Adam Stepan) « Leveling the Learning Curve: Creating a More Inclusive and Connected University », publié en octobre 2023, explore le paysage numérique de l'enseignement supérieur à l'ère post-pandémique.
De juin 2011 à février 2022, Kachani a servi comme doyen académique (Senior Vice Dean) de la Faculté d'Ingénierie et des Sciences Appliquées de Columbia, où il a supervisé des dizaines de programmes universitaires, y compris les programmes de premier cycle, de maîtrise, de doctorat, et d'éducation exécutive. Pendant ce temps, il a établi plus de 50 partenariats avec des universités internationales de premier plan et a développé des programmes phares en partenariat avec la Columbia Business School et la Graduate School of Arts and Sciences. Il a également dirigé Columbia Video Network, la division d'apprentissage en ligne de Columbia Engineering, propulsant les programmes d'ingénierie en ligne de Columbia au premier rang aux États-Unis depuis 2013.
Kachani enseigne des cours d'ingénierie financière, finance d'entreprise, économie industrielle, pricing, production, conseil opérationnel et logistique. Ses centres d'intérêt de recherche incluent le pricing dynamique et le yield management; l'intelligence artificielle, le machine learning et big data; la logistique, le supply chain and inventory management; l’optimisation des flux de transport et des opérations des compagnies aériennes; et l'ingénierie financière, l'asset management, le trading algorithmique et la gestion des risques. Il est membre de deux centres de la Columbia Data Science Institute: Le centre de Financial and Business Analytics et le centre de Foundations of Data Science. Il est aussi membre du Columbia Center for Financial Engineering et du Computational Optimization Research Center.  
En 2006, Kachani a occupé le poste de vice-président, et en 2007, le poste de  président de l'association de  Revenue Management & Pricing de l' Institute for Operations Research and the Management Sciences, avant de rejoindre son conseil d'administration. De 2007 à 2011, il a servi comme Chairman du Demand Optimization Council.  
De 2003 à 2022, il a siégé au Sénat de l'université Columbia — le directoire de l'université — comme élu représentant la Faculté d'Ingénierie et des Sciences Appliquées, a été membre du comité exécutif et a présidé le Comité de Budget de l'université. Depuis 2024, il resiège au Sénat comme représentant de l'Administration centrale de l'université. 
Depuis 2016, Kachani co-préside avec Arturo Condo, le Recteur d'Earth University, la Global Alliance on Partnership Models for Universities. Cette alliance regroupe les recteurs, vice recteurs et doyens de plusieurs universités dans cinq continents. Il sert comme membre de conseils d'administration et conseils consultatifs de plusieurs universités réputées en Asie et en Amérique du Sud et a conseillé les gouvernements de plusieurs pays dans l'élaboration de stratégies d'éducation, enseignement supérieur, recherche, innovation et entrepreneuriat. Il est aussi activement impliqué dans les discussions sur l'avenir de l'éducation, ainsi que les opportunités et les défis des nouvelles technologies et plates-formes sur l'enseignement primaire, secondaire et supérieur. 

## Carrière professionnelle
De 2003 à 2016, Kachani était le directeur stratégique de Strategic Capital Allocation Group, un fonds d'investissement de plusieurs milliards USD basé à Boston. Entre 2007 et 2011, Kachani a occupé le poste de président-directeur général de ReOptima, une société de conseil spécialisée dans l'évaluation et la tarification d'actifs immobiliers aux États-Unis, avec un accent sur la Floride et New York. Entre 2005 et 2007, il a aussi servi comme Chief Scientist de  Vendavo, le leader mondial en management et optimisation de "business-to-business" pricing. Il est aussi directeur d'analytiques d'AssetCast, une société de technologie qui fournit une approche quantitative à la tarification des actifs immobiliers résidentiels et la gestion du risque pour les promoteurs immobiliers, les institutions financières et les investisseurs institutionnels en Amérique du Nord et du Sud.  
Kachani sert et a servi aux États-Unis comme membre du conseil d'administration de fonds de private equity, fonds de venture capital, ainsi que de plusieurs startups et entreprises de technologie dont Response Analytics, une entreprise basée à Phoenix en Arizona qui a pour but d'assister les institutions financières à acquérir, maintenir, et élargir les relations clients qui sont profitables. De 2016 à 2024, il était membre du conseil d'administration de l'Autorité marocaine du marché des capitaux et a co-présidé son conseil scientifique. 
Avant de devenir professeur à Columbia, il était consultant dans le bureau de McKinsey à Boston. Il a continué de servir comme consultant pour McKinsey dans ses bureaux américains, européens et asiatiques, ainsi qu'à des multinationales et des startups, dans les domaines du pricing, supply chain management, operations management, finance d'entreprise et asset management. 
Kachani est détenteur de plusieurs brevets dans les domaines de gestion de portefeuille, pricing, logistique, optimisation et allocation de ressources.  

## Distinctions
En 2025, Kachani a été décoré Chevalier de l'ordre national de la Légion d'honneur.  
Le 30 juillet 2015, il a été décoré par le Roi du Maroc du Ouissam du Trône de l’ordre d’Officier.  
Le Forum économique mondial (FEM) l'a sélectionné dans sa classe de 2013 des Young Global Leaders (Jeunes Leaders Mondiaux). Chaque année, le FEM revoit un grand nombre de nominations pour sélectionner moins de 100 Jeunes Leaders Mondiaux, représentant les principaux dirigeants mondiaux de près de 40 ans d'âge et émanant d'un large éventail de secteurs, y compris les entreprises, les gouvernements, la société civile, les arts et la culture, les universités et les médias. Kachani participe régulièrement aux réunions annuelles de Davos, ainsi qu'aux conférences régionales, les projets de recherche et les initiatives du FEM. 
Kachani a été honoré par l'octroi en 2005 du Columbia Alumni Association Distinguished Faculty Teaching Award pour son dévouement à l'enseignement et le mentorat des étudiants. En 2007, il a reçu le Columbia Kim Award for Faculty Involvement, un prix décerné à un professeur qui va bien au-delà de l'appel du devoir afin de contribuer au succès de ses étudiants. En 2010, il a été honoré avec le Janette and Armen Avanessians Diversity Service Award pour son dévouement à la diversité du corps estudiantin, et en 2012, Columbia lui a attribué l'Egleston Service Award pour impact significatif en tant qu'administrateur et professeur. 
Au MIT, Kachani était président de  l’Association des Étudiants et conférencier d'honneur, représentant les étudiants, à la cérémonie annuelle de remise des diplômes. Il a reçu le MIT Center for Transportation Studies UPS Doctoral Dissertation Fellowship, le MIT Robert Guenassia Fellowship et la Bourse d'Excellence du Gouvernement français. En 2002, le MIT lui a décerné le prix Karl-Taylor-Compton, le prix le plus prestigieux que peut présenter l'université à ses étudiants ou anciens étudiants en reconnaissance de contributions majeures et dévouement au bien-être du MIT.  